# Me Too (хештег)

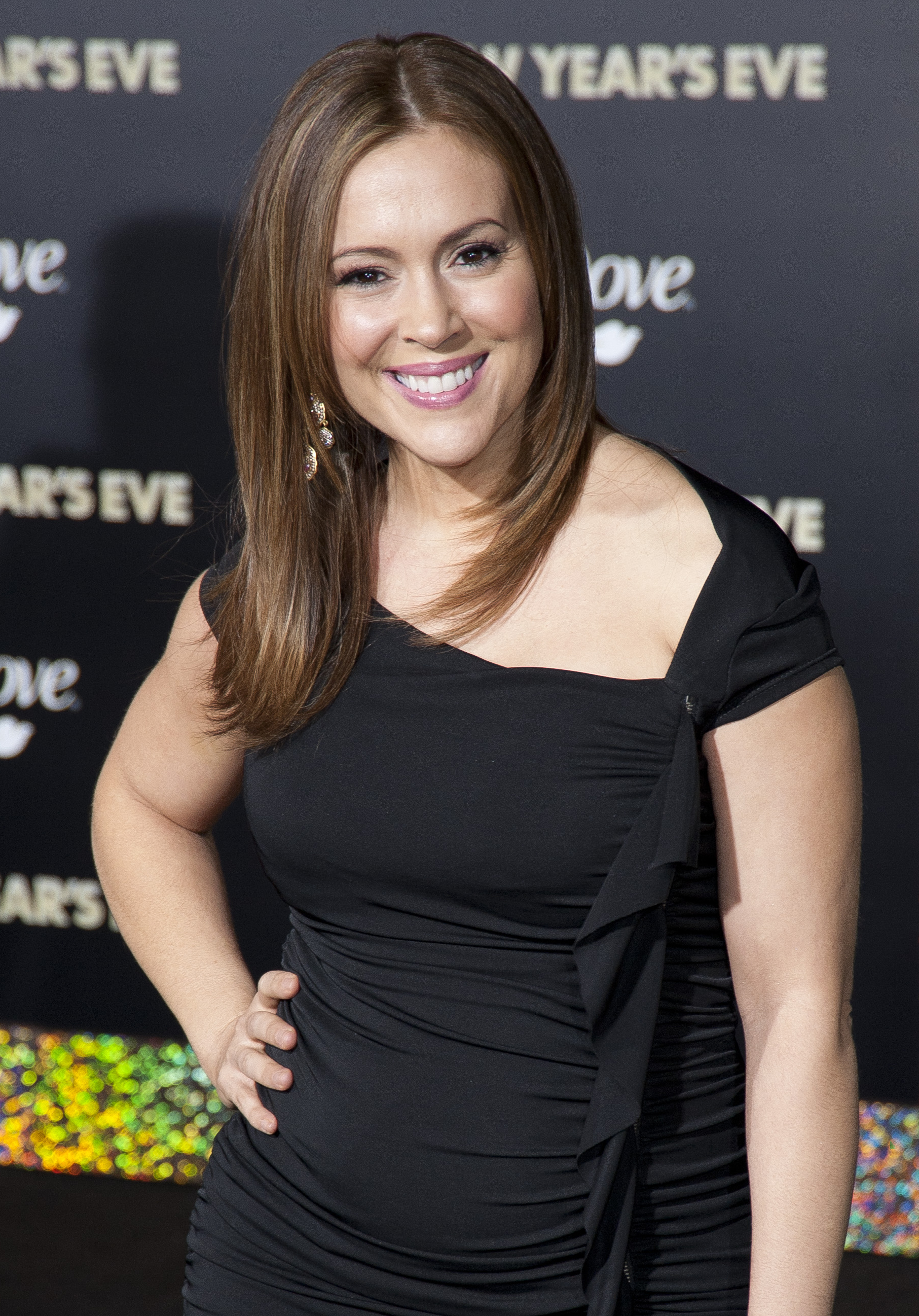
Алисса Милано побудила использование хештега после обвинений против Харви Вайнштейна в 2017 году.

Me Too (или #MeToo, произносится «ми тю» слэнг.англ. me too, «я тоже», со смысловым оттенком страдательного залога «меня, мною тоже») — хештег, распространившийся в социальных сетях в октябре 2017 года, пользователи которого выражали осуждение сексуального насилия и домогательств. Он получил распространение в ходе скандала, вызванного обвинениями в них кинопродюсера Харви Вайнштейна. Фраза, будучи предложенной (неизвестным) другом или подругой, была популяризована актрисой Алиссой Милано, которая предложила женщинам ставить лайк и делать перепост, чтобы поделиться своим печальным опытом. С тех пор миллионы людей использовали этот хештег, чтобы рассказать о своём опыте, в том числе многие знаменитости.

## О фразе «Me Too»
Общественный деятель Тарана Бёрк использовала фразу «Me Too» в социальной сети MySpace в 2006 году в рамках проведения кампании «расширения возможностей через сочувствие» (англ. empowerment through empathy) среди темнокожих женщин, которые испытали сексуальное насилие, особенно в неблагополучных сообществах. Бёрк создала документальный фильм «Me Too», в котором в частности рассказала, как однажды ответила «я тоже» 13-летней девочке, признавшейся, что она подвергалась сексуальному насилию. Бёрк жалела, что просто ответила той девушке: «Я тоже», и не нашла других слов. Движение Me Too Бёрк отличалось по крайней мере своим масштабом от движения Me Too Алиссы Милано.
15 октября 2017 года актриса Алисса Милано по предложению своего друга или подруги призвала распространить эту фразу, чтобы показать масштаб и повсеместность проблемы сексуальных домогательств: «Если бы все женщины, подвергшиеся сексуальному домогательству или нападению, также написали „Я тоже“ в своём статусе, мы могли бы дать людям понять масштабы этой проблемы». На следующий день, 16 октября 2017 года, Милано написала: «I was just made aware of an earlier #MeToo movement, and the origin story is equal parts heartbreaking and inspiring» («Я только что узнала о более раннем движении #MeToo, и его начальная история такая же душераздирающая и вдохновляющая»), добавляя ссылку на сайт Бёрк.

## Распространение
Эта фраза использовалась более 200 тысяч раз до 15 октября 2017 года, а к 16 октября количество превысило 500 тысяч раз. В Facebook хештег использовали более 4,7 млн чел. в 12 млн сообщений в течение первых 24 часов. Администрация Facebook сообщила, что у 45 % пользователей из Соединённых Штатов хотя бы кто-то из друзей опубликовал этот термин. На твит Милано ответили десятки тысяч женщин.
Тем не менее, в 2023 году, движение #MeToo проигнорировало информацию о сексуальном насилии против израильских женщин во время нападения боевиков ХАМАС на Израиль 7 октября и хранило молчание по этому поводу.

## Критика
По мнению Фанни Ардан:

Я не уважаю движение, основанное на доносах. Я предпочитаю доверять правосудию, я ненавижу, когда пресса занимается линчеванием, не имея на руках доказательств. Пресса не может играть роль суда — это очень опасно, здесь заканчивается свобода и начинается мракобесие.
Кэндис Оуэнс осудила #MeToo и обвинила сторонников этого движения в том, что они выставляют женщин «глупыми и слабыми».

## Награды
В 2017 году номинация «Человек года» Time была присуждена активисткам и активистам движения #MeToo. На обложке журнала они были обозначены как «Нарушители молчания» (англ. The Silence Breakers).
Зимой 2019 года движению #MeToo была присуждена Сиднейская премия мира. Были награждены Тарана Бёрк — американская основательница данного движения — и Трейси Спайсер, австралийская журналистка, занимавшаяся расследованиями случаев сексуальных домогательств.